# آنیتا (خواننده)
لاریسا دی ماسدو ماچادو (انگلیسی: Larissa de Macedo Machado؛ زادهٔ ۳۰ مارس ۱۹۹۳) که بیشتری با نام هنری آنیتا (به انگلیسی: Anitta) شناخته می‌شود، خواننده، ترانه‌سرا، رقاص، بازیگر و گهگاهی میزبان تلویزیون برزیلی می‌باشد. او در سال ۲۰۱۷ ترانه سوآ کارا را همراه با میجر لیزر و پابلو ویتار اجرا کرد.